# Scelio paivai
Scelio paivai är en stekelart som beskrevs av Mani 1936. Scelio paivai ingår i släktet Scelio och familjen Scelionidae. Inga underarter finns listade i Catalogue of Life.